# Cleistanthus denudatus
Cleistanthus denudatus är en emblikaväxtart som beskrevs av Airy Shaw. Cleistanthus denudatus ingår i släktet Cleistanthus och familjen emblikaväxter.
Artens utbredningsområde är Thailand. Inga underarter finns listade i Catalogue of Life.